# Dissei
Dissei (scoglio di Seil) è un'isola dell'arcipelago delle Dahlac, nel Mar Rosso, in Eritrea.
È l'unica isola montuosa dell'arcipelago e una delle poche abitate.
I suoi fondali sono ricchi di vita e di pesce di passo; il corallo si mantiene fino ai -30 metri. Spesso però l'acqua è torbida per la grande presenza di plancton.
La popolazione vive di pesca (vongole) e del commercio di conchiglie.